# روبرت مكينتوش
روبرت مكينتوش (19 أغسطس 1907 في الهند - 21 مارس 1988 في المملكة المتحدة) (بالإنجليزية: Robert McIntosh) هو لاعب كريكت بريطاني وبريطاني (وحمل سابقاً جنسية المملكة المتحدة لبريطانيا العظمى وأيرلندا). لعب مع Tamil Nadu cricket team ‏ وDevon County Cricket Club ‏ وEuropeans cricket team ‏ وWest of England cricket team ‏ ونادي الكريكت في جامعة أكسفورد ‏.

## وصلات خارجية
- روبرت مكينتوش على موقع إي آس بي آن كريك إنفو (الإنجليزية)